# Croix de Ternant
La croix de Ternant est une croix monumentale située sur la commune d’Orcines.

## Description
Elle est érigée en 1933 à l'initiative du curé de la paroisse de Chanat-La-Mouteyre, l'abbé Gabriel Ferrandon (1895-1974), invalide de la Première Guerre Mondiale.
Située à 962 mètres d'altitude, elle mesure 21 mètres de haut, et est construite comme une tour en treillis. 
La croix est utilisée comme tour de diffusion FM.